# Kanemokuhealiʻi
Kanemokuhealiʻi (Kanemokuheliʻi) bio je veliki poglavica Mauija, jednog od havajskih otoka. Nepoznato je kada je Kanemokuhealiʻi rođen. Kanemokuhealiʻijevo ime sadrži havajsku riječ aliʻi, "poglavica".
Kanemokuhealiʻijevi su roditelji bili poglavica Alau od Mauija i gospa Moeiekana, dok je Kanemokuhealiʻijev djed bio Mauiloa. Prema pojanjima, Kanemokuhealiʻi je vladao nakon svoga oca te je bio potomak Hahoa od Mauija.
Kanemokuhealiʻi se oženio Keikauhale te je njihov sin bio Lonomai, nazvan po bogu.